# Producción lingüística
Dentro del campo de la psicolingüística, la producción lingüística es capacidad cognitiva para crear mensajes lingüísticos ensencialmente nuevos, ya sea en forma oral y escrita. Describe todas las etapas entre el tener un concepto y la traducción de tal concepto a una forma lingüística. Dentro de la lingüística computacional, el procesamiento del lenguaje natural y la inteligencia artificial, el término de generación de lenguajes naturales (GLN) es más común, y puede que esos modelos estén o no estén psicológicamente motivados.

## Etapas de producción
La producción de lenguaje consiste de múltiples procesos interdependientes que transforman un mensaje no lingüístico en un mensaje escrito, hablado o en alguna señal lingüística escrita. Pese a que los siguientes pasos proceden en este orden aproximado, existe una gran cantidad de interacción y comunicación entre los mismos. El proceso de planeación del mensaje se trata de un área activa de investigación psicolingüística, no obstante, los investigadores han descubierto que es un proceso continuo a través de la producción de lenguaje. La investigación sugiere que los mensajes se planean con un orden similar al que se planean las expresiones lingüísticas.  Después de identificar un mensaje, o una parte del mensaje, para que este mismo sea codificado lingüísticamente, es necesario que un hablante seleccione las palabras individuales—también conocidas como ítems lexicales—para representar el mensaje. A este proceso se le conoce como selección léxica. Las palabras son seleccionadas de acuerdo a su significado, al cual se le conoce como información semántica dentro del campo de la lingüística. La selección léxica activa el lema de una palabra, el cual contiene información semántica al igual que información gramática acerca de la palabra.
Esta información gramatical es utilizada en la siguiente etapa de la producción lingüística: la codificación gramatical. La información gramática crítica incluye características tal y como la categoría sintáctica de una palabra (nombre, verbo, etc.), el objeto que toma la misma, y el género gramatical si este mismo se encuentra presente dentro del lenguaje. Al utilizar estas características además de la información acerca de los roles temáticos de cada palabra dentro del mensaje previsto, a cada palabra se le asigna un rol gramatical y temático que tendrá dentro de la oración. Las categorías funcionales como el plural o el tiempo pasado también se agregan dentro de esta etapa. Después de que una expresión lingüística, o que parte de una, se haya formado, entonces esta misma atraviesa la codificación fonológica. Dentro de esta etapa de la producción de lenguaje, la representación mental de las palabras que se hablarán se transforma en una secuencia de sonidos del lenguaje que se pronunciarán. Los sonidos del lenguaje están acomodados en el orden que se producirán.
El bucle básico que está ocurriendo en la creación del lenguaje consiste de las siguientes etapas:
- Mensaje previsto
- Codificar el mensaje en forma lingüística
- Codificar la forma lingüística en el sistema motor del habla
- El sonido pasa de la boca del hablante hacia el sistema auditivo del oído del oyente
- El habla se decodifica para transformarla en forma lingüística
- La forma lingüística se decodifica en un significado

Según los modelos de acceso léxico (véase la sección inferior), se emplean dos etapas de cognición distintas; por ende, a este concepto se le conoce como la teoría de acceso léxico de dos etapas. En la primera etapa, la selección léxica proporciona información acerca de los ítems léxicos requeridos para construir el nivel funcional de representación.
Estas formas léxicas se recuperan de acuerdo a sus propiedades semánticas y sintácticas específicas, pero las formas fonológicas no se encuentran disponibles dentro de esta etapa. En la segunda etapa sucede la recuperación de formas de palabra,  la cual proporciona la información requerida para la representación de nivel posicional.

## Modelos de producción

### Modelo serial
Un modelo de producción de lenguaje serial divide el proceso en varias etapas. Por ejemplo, puede haber una etapa para determinar la pronunciación y otra etapa para determinar el contenido léxico. El modelo serial no permite una superposición de dichas etapas, por lo que solamente se completará una etapa a la vez.

### Modelo conexionista
Varios investigadores han propuesto un modelo conexionista, y un ejemplo notable sería Dell[cita requerida].De acuerdo a su modelo conexionista, hay cuatro capas de procesamiento y de comprensión: semántica, sintáctica, morfológica y fonológica. Estas capas de procesamiento trabajan paralelamente y en series, con activación en cada nivel. La interferencia y la desactivación pueden ocurrir en cualquiera de estas etapas. La producción comienza con los conceptos, y continua a partir de ellos. Se podría comenzar con el concepto de un gato: un mamífero cuadrúpedo peludo, domesticado, con bigotes, etc. Este conjunto conceptual trataría de encontrar la palabra correspondiente {gato}. Entonces, esta palabra seleccionaría datos morfológicos y fonológicos. La distinción de este modelo radica en que, durante este proceso, otros elementos también se imprimarían (puede que la palabra {pato} también fuese imprimada, por ejemplo), puesto que son físicamente similares, y por ende se puede generar una interferencia conceptual. Los errores pueden llegar a suceder a nivel fonema, puesto que muchas palabras son fonéticamente similares (por ejemplo, rato).Es más común que sucedan las sustituciones de sonidos consonantes similares, (por ejemplo, entre consonantes como p, v y b). Las palabras imprimadas en menor medida serán seleccionadas con menor frecuencia, no obstante, se piensa que la interferencia ocurre en casos de activación temprana, en donde el nivel de activación del objetivo y las palabras de interferencia se encuentra en el mismo nivel.[cita requerida]

### Modelo de acceso léxico
Este modelo establece que la oración está formada por una secuencia de procesos que generan diferentes niveles de representaciones. Por ejemplo, la representación de nivel funcional se realiza en una representación preverbal, que es esencialmente lo que el hablante trata de expresar. Este nivel es responsable de codificar los significados de los elementos léxicos y la forma en que la gramática forma relaciones entre ellos. A continuación, se construye la representación de nivel posicional, que funciona para codificar las formas fonológicas de las palabras y el orden en que se encuentran en las estructuras de las oraciones. El acceso léxico, según este modelo, es un proceso que abarca dos etapas independientes y ordenadas en serie.

## Aspectos adicionales de la producción

### Fluidez
Artículo principal: Fluidez
La fluidez puede definirse en parte por la prosodia, que se muestra gráficamente por un suave contorno de entonación, y por una serie de otros elementos: control de la velocidad del habla, sincronización relativa de las sílabas estresadas y no acentuadas, cambios en la amplitud y cambios en la frecuencia fundamental.

### Multilingüismo
Ya sea que un hablante sea fluido en un solo idioma o no, el proceso para producir el idioma sigue siendo el mismo. Sin embargo, los bilingües que hablan dos idiomas dentro de una conversación acceden a ambos idiomas al mismo tiempo. Los tres modelos más discutidos para el acceso multilingüe a idiomas son el modelo de activación interactiva bilingüe, el modelo jerárquico revisado y el modelo de Modo de Idioma:
- Activación bilingüe interactiva Plus, actualizada a partir de un modelo hecho por Dijkstra y Van Heuven, utiliza únicamente el proceso buttom-up  para facilitar el acceso a idiomas bilingües.
- El Modelo jerárquico revisado, desarrollado por Kroll y Stewart, es un modelo que sugiere que los cerebros bilingües almacenan los significados en un lugar común, las formas de palabras están separadas por el idioma.[9]
- El Modelo de Modo de Idioma, hecho por Grosjean, usa dos suposiciones para mapear la producción de lenguaje bilingüe de una manera modular. Estas suposiciones son que un idioma base se activa en la conversación, y que el otro idioma del hablante se activa en grados relativos según el contexto.[8] De Bot lo describe como demasiado simple para la complejidad del proceso, pero sugiere que tiene espacio para la expansión.[10]

Los hablantes con fluidez en múltiples idiomas pueden inhibir el acceso a uno de sus idiomas, pero esta supresión solo se puede hacer una vez que el hablante se encuentre en un cierto nivel de competencia en ese idioma. Un hablante puede decidir inhibir un lenguaje basado en señales no lingüísticas en su conversación, como un hablante que habla inglés y francés con personas que solo hablan inglés. Cuando se comunican oradores multilingües especialmente competentes, pueden participar en el cambio de código. Se ha demostrado que el cambio de código indica una competencia bilingüe en un hablante, aunque anteriormente se había visto como un signo de habilidad deficiente en el idioma.

## Investigación en producción
Hay dos tipos principales de investigación en la producción del habla. Un tipo se enfoca en usar el análisis de errores del habla. El otro analiza los datos de tiempo de reacción de las latencias de nombramiento de imágenes. Aunque originalmente dispares, estas dos metodologías generalmente buscan los mismos procesos subyacentes de la producción del habla.

### Errores del habla
Artículo principal: Error de voz.
El análisis de los errores de habla ha encontrado que no todos son aleatorios, sino sistemáticos y se clasifican en varias categorías. Aunque la producción del habla es muy rápida, (2 palabras por segundo) la tasa de error de las expresiones es relativamente rara (menos de 1/1000) y esos errores se clasifican de la siguiente manera:
- Anticipación: la palabra está en la mente del orador y está lista para ser hablada, pero el orador lo dice demasiado rápido. Esto podría ser porque el orador está planeando y manteniendo las palabras en su mente.
- Perseveración: la palabra conserva las características de una palabra dicha anteriormente en una oración:

Taddle Tennis en lugar de Paddle Tennis
- Mezcla: se están considerando más de una palabra y los dos elementos pretendidos se "mezclan" en un solo elemento, tal vez lo que implica que el orador se está interponiendo entre algunas opciones de palabras. El niño está buscando ser ensartado en lugar de azotado o remado
- Adición: adición de material lingüístico, lo que resulta en palabras como implosibles.
- Sustitución: una palabra completa de significado relacionado está reemplazando a otra. Estos errores pueden estar muy alejados de otras palabras o de destino, y generalmente son gramaticalmente consistentes y precisos. a baja velocidad es demasiado ligero (en lugar de pesado)
- Malapropismo: un término laico que se refiere a la sustitución incorrecta de palabras. Es una referencia a un personaje de la Sra. Malaprop de Los rivales de Sheridan. No hace ilusiones al pasado. La piña de la perfección. He intercedido otra carta del compañero.
- Spoonerismo: cambiando las letras de las palabras. Por ejemplo, la frase se desliza de la lengua podría convertirse en puntas de los colgados.

## Más lectura
- Carroll, David, W. (2008). Psychology of language. Australia; Belmont, CA: Thomson/Wadsworth. ISBN 978-0-495-09969-7. OCLC 759885789.

- Datos: Q463837